# 1153

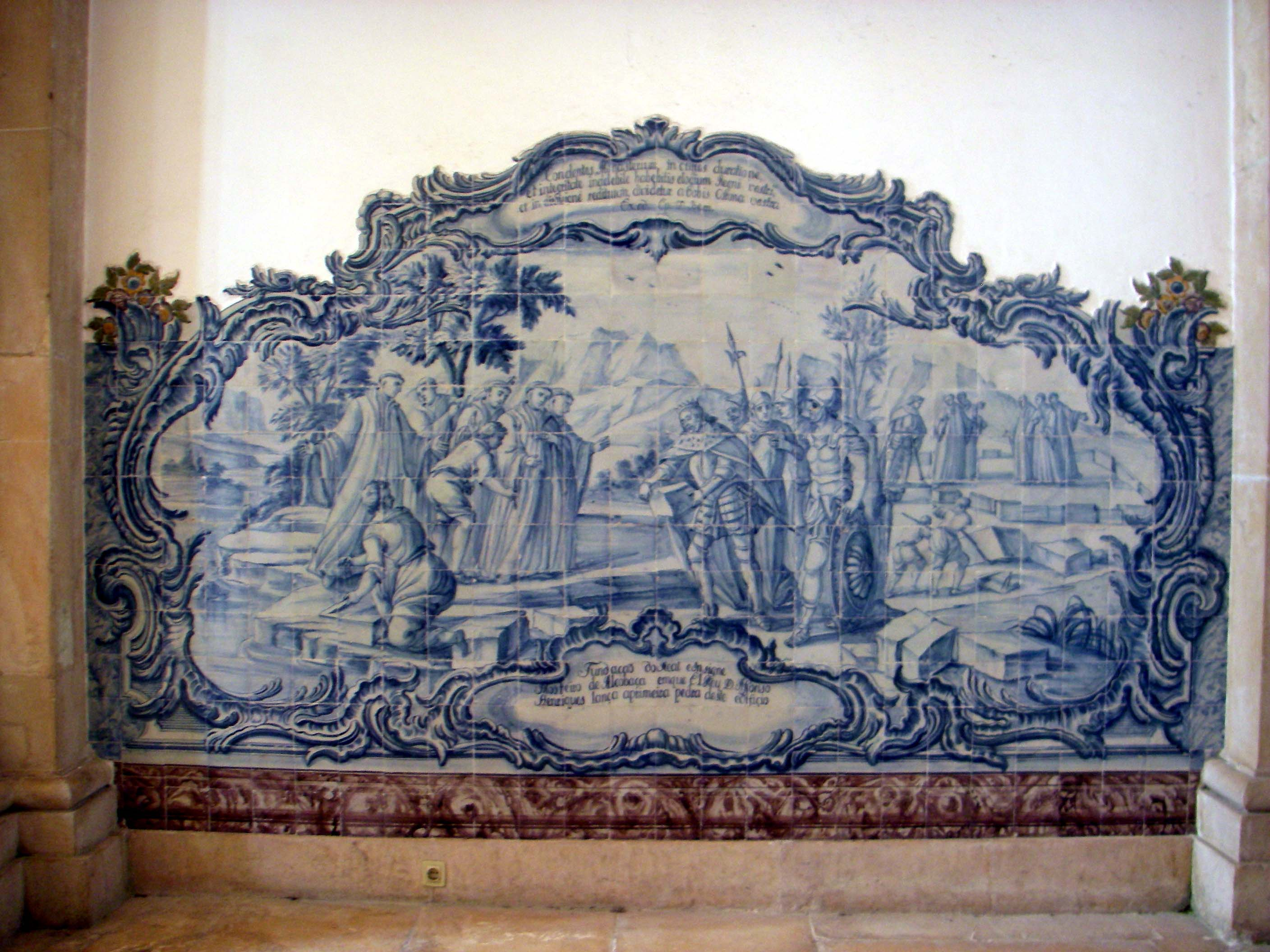
Painel de azulejos na Sala dos Reis do mosteiro de Alcobaça representando a doação dos terrenos para a sua construção (século XVIII).

| Calendário gregoriano                                                        | 1153 MCLIII                                          |
| Ab urbe condita                                                              | 1906                                                 |
| Calendário arménio                                                           | 602 – 603                                            |
| Calendário bahá'í                                                            | -691 – -690                                          |
| Calendário budista                                                           | 1697                                                 |
| Calendário chinês                                                            | 3849 – 3850 Início a 28 de janeiro (aproximadamente) |
| Calendário copta                                                             | 869 – 870                                            |
| Calendário etíope                                                            | 1145 – 1146                                          |
| Calendários hindus - Vikram Samvat - Calendário nacional indiano - Cáli Iuga | 1208 – 1209 1074 – 1075 4253 – 4254                  |
| Calendário Holoceno                                                          | 11153                                                |
| Calendário islâmico                                                          | 548 – 549                                            |
| Calendário judaico                                                           | 4913 – 4914                                          |
| Calendário persa                                                             | 531 – 532                                            |
| Calendário rúnico                                                            | 1403                                                 |
| Calendário solar tailandês                                                   | 1696                                                 |

1153 (MCLIII, na numeração romana) foi um ano comum do século XII do Calendário Juliano, da Era de Cristo, e a sua letra dominical foi D (53 semanas), teve início a uma quinta-feira e terminou também a uma quinta-feira. No reino de Portugal estava em vigor a Era de César que já contava 1191 anos.
| Ano completo                        |
| ----------------------------------- |
| Ano comum com início à quinta-feira |

## Eventos
- 8 de abril - Afonso Henriques doa a São Bernardo de Claraval e à Ordem de Cister os terrenos onde será fundada a abadia cisterciense de Alcobaça.
- 9 de julho - O Papa Anastácio IV sucede ao Papa Eugênio III.
- O rei Estevão I de Inglaterra nomeia Henrique Plantageneta seu sucessor: fim da Anarquia em Inglaterra.

## Nascimentos
- Aleixo III Ângelo foi imperador bizantino entre 1195 e 1203, m. 1211.

## Mortes
- 8 de julho - Papa Eugênio III.
- 20 de Agosto - São Bernardo de Clairvaux, doutor da Igreja e instigador da segunda cruzada (n. 1090).
- Ana Comnena, princesa e historiadora bizantina (n. 1083).
- Rei David I da Escócia.
- Santa Belina, virgem e mártir.